# Fritillaria karelinii
Fritillaria karelinii là một loài thực vật có hoa trong họ Liliaceae. Loài này được (Fisch. ex D.Don) Baker miêu tả khoa học đầu tiên năm 1874.